# Mietshaus Bürgerwiese 17

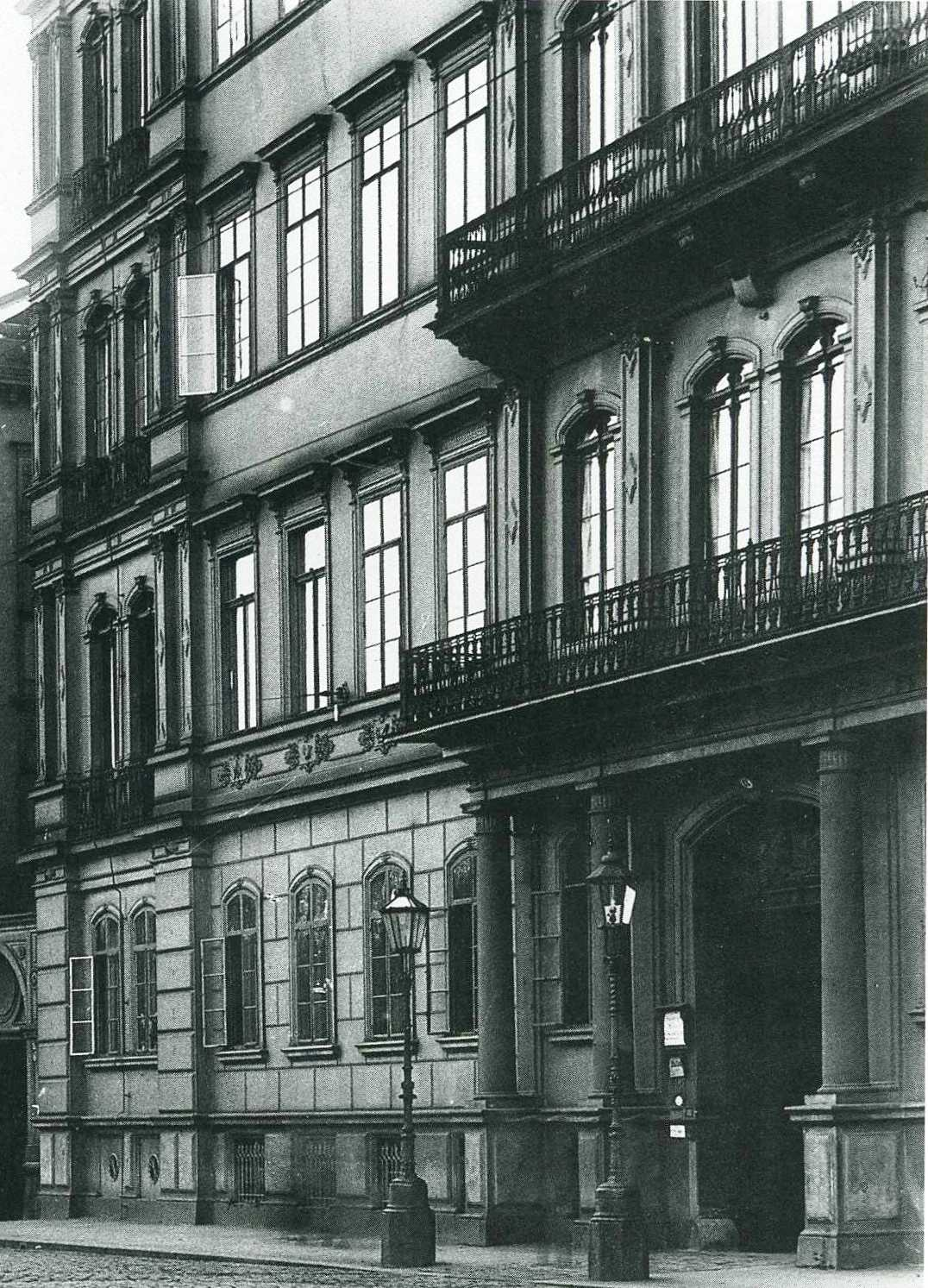
Mietshaus An der Bürgerwiese 17 (ab 1890: Bürgerwiese 18)

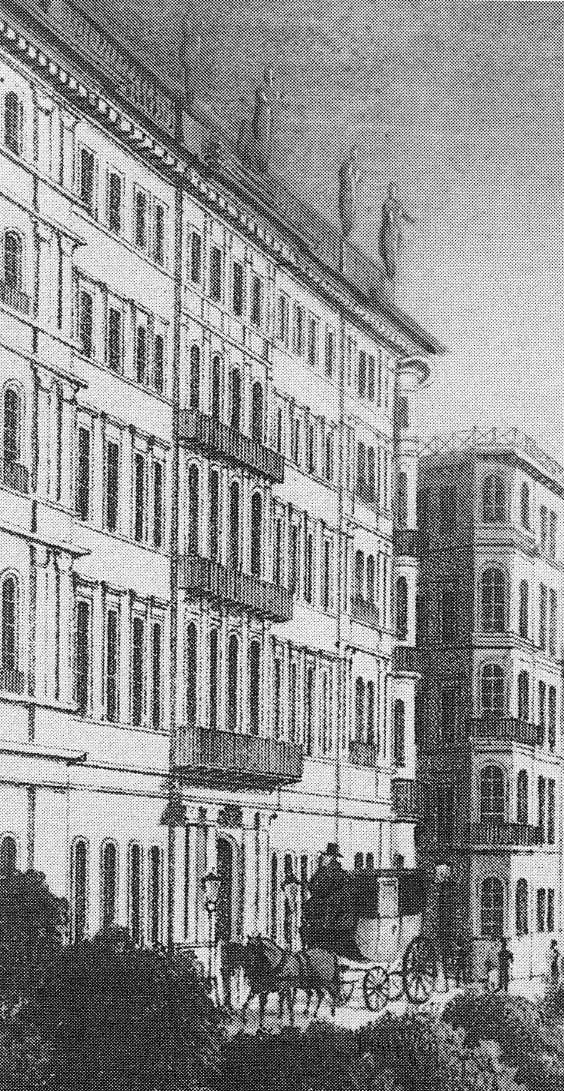
Mietshaus An der Bürgerwiese 17 (Ecke Lüttichaustraße)

Das Mietshaus Bürgerwiese 17 (eigentlich An der Bürgerweise 17, ursprünglich Halbe Gasse 5 und später Bürgerwiese 18) wurde von dem Architekten H. Lehmann († nach 1854) von 1846 bis 1847 erbaut. Es befand sich an der stadtauswärtigen Ecke der Straße An der Bürgerwiese zur Lüttichaustraße (heute Hans-Dankner-Straße). Bei den Luftangriffen auf Dresden 1945 wurde das Haus zerstört. Der palastartige Bau galt als „eines der ersten Dresdner Mietshäuser“.

## Beschreibung
Es handelte sich um ein fünfgeschossiges Eckhaus in einer geschlossenen Bebauung. Das Gebäude hatte eine Schaufassade zur Bürgerwiese, die 15 Fensterachsen einnahm, eine 13-achsige Seitenfassade zur Lüttichaustraße und eine abgeschrägte Ecke, die zwei Fensterachsen beanspruchte. Die Geschosse waren untereinander durch Gesimse getrennt. Die Wandfläche der Fassade wurde durch gekuppelte Pilaster gegliedert. Während das Erdgeschoss mit Sandstein gebaut worden war, waren die Obergeschosse glatt verputzt. Die Fenster hatten als oberen Abschluss einen Flachbogen.
Der hohe Bau wurde im Innern durch eine große Wendeltreppe mit Treppenauge erschlossen. Das Gebäude wurde auf einer kolorierten Lithografie von C. W. Arldt um 1860 festgehalten.

## Standort und Geschichte
Die Dresdner Bürgerwiese, ehemals eine ummauerte Viehweide, hatte sich bis Ende der 1840er Jahre zu einer vornehmen Wohngegend entwickelt. Hofgärtner Carl Adolph Terscheck gestaltete die bis zum Dohnaischen Schlag reichende Innere Bürgerwiese bis 1850 als eine Art pflanzengeschmückten Stadtplatz, an dem die Palais und herrschaftlichen Mietshäuser der vornehmen Gesellschaft lagen.
Erster in einem Dresdner Adressbuch verzeichneter Eigentümer des Hauses war Friedrich August Lehmann, der als „Stubenmaler“ bezeichnet wird. Er selbst wohnte um die Ecke in der Lüttichaustraße 3. Seine Mieter waren – für die vornehme Bürgerwiese nicht untypisch – oft Adlige, denn die meisten Adeligen wohnten in Dresden zur Miete. So wurde das Erdgeschoss von einem Grafen von Auersberg bewohnt, der als „k. k. österreich. Kämmerer“ bezeichnet wird. Im ersten Obergeschoss lebte mit ihren Schoßhunden, einem zahmen Eichhörnchen und ihrem Diener Billy bis mindestens 1852 die Fürstin Pückler, geschiedene Ehefrau von Hermann von Pückler-Muskau. Die Fürstin fragte im April 1849 in einem Schreiben an, ob sie den vor ihrem Wohnhaus liegenden Teil der Bürgerwiese pachten und selbst mit Blumen bepflanzen dürfe. Die öffentliche Zugänglichkeit beabsichtige sie selbstverständlich zu erhalten.
Über der Fürstin hatte Johann Paul von Falkenstein seine Wohnung, der ein Jahr zuvor von seinem Amt als sächsischer Innenminister hatte zurücktreten müssen, entsprechend verzeichnet ihn das Adressbuch als „Staatsminister a.D.“ Er ist auch in späteren Ausgaben des Dresdner Adressbuchs unter dieser Anschrift zu finden, so etwa 1854 als „Minister des Cultus und öffentlichen Unterrichts.“ Auch 1868 ist er noch unter dieser Adresse verzeichnet. Die oberen Etagen waren von weniger prominenten Zeitgenossen bewohnt. So war im dritten Stock ein Hauptmann a. D. Goldacker zu finden, und im vierten ein „pens. Calcul.“ Trempelmann.
Auch in den Folgejahren wurde das Haus von Mitgliedern des Hofes, der Staatsregierung wie auch einfacheren Bürgern Dresdens bewohnt. Im Jahr 1855 zum Beispiel verzeichnet das Dresdner Adressbuch neben dem schon genannten Herrn von Falkenstein auch den ehemaligen sächsischen Finanzminister Heinrich Anton von Zeschau, den Hofmarschall des Kronprinzen R. E. von Zezschwitz, den Oberappellationsrath G. F. Th. von König, aber auch den Lehrer Winkler und wieder den pensionierten Finanz-Kanzlisten Trempelmann.
Aufgrund von Änderungen der Dresdner Hausnummern und Straßennamen ist das Gebäude in den Ausgaben der Dresdner Adressbücher zum Teil an unterschiedlicher Stelle zu finden. Die Halbe Gasse auf der Südseite der Dresdner Bürgerwiese und die Dohnaische Gasse auf ihrer Nordseite wurden in den 1860er-Jahren unter dem Namen An der Bürgerwiese zusammengefasst. Im Adressbuch von 1866 zum Beispiel erscheint das Haus mit der Katasternummer 275 und der Steuernummer 6900 mit der neuen Adresse Bürgerwiese 17. Um 1890 wurde in Dresden das Nummerierungssystem auf die heute noch übliche Orientierungsnummerierung umgestellt (im Gegensatz zur bis dahin angewandten Hufeisennummerierung). Dadurch erhielten die Häuser an der ehemaligen Halben Gasse die geraden, diejenigen an der Dohnaischen Gasse die ungeraden Hausnummern. Aus dem Haus An der Bürgerwiese 17 wurde nun die Bürgerwiese 18.